# Pollyana Rivera
Pollyana Duendy Alejandra Rivera Bigas (Arica, 26 de noviembre de 1974) es una periodista y política chilena que se desempeñó como miembro de la Convención Constitucional en representación el distrito n° 1 de la Región de Arica y Parinacota, desde julio de 2021 hasta julio de 2022.

## Familia y estudios
Nació el 26 de noviembre de 1974, en Arica, hija de Jesús Ángel Rivera Rojas y de Linda Estrella del Pilar Bigas Zanetta.
Realizó sus estudios secundarios en el Liceo Tajamar, de la comuna santiaguina de Providencia, del cual egresó en 1992. Cursó los superiores, en la Escuela de Periodismo de la Universidad de Chile, y se ha desempeñado como conductora de programas y canales de televisión de la región de Arica, entre ellos Arica TV. Además ha ejercido como jefa de Comunicaciones en la Seremi de Bienes Nacionales de Arica y Parinacota y en la Dirección de Educación Municipal (DAEM) de esa comuna.
Es madre de una hija.

## Trayectoria política
Políticamente independiente, en las elecciones del 15 y 16 de mayo de 2021 se presentó como candidata a convencional constituyente por el distrito n° 1 de la Región de Arica y Parinacota, en calidad de independiente pero en un cupo de la Unión Demócrata Independiente (UDI), y como parte del pacto «Vamos por Chile». Obtuvo 3.469 votos correspondientes a un 6,06 % del total de sufragios válidamente emitidos, resultando electa.
Integra la Comisión de Forma de Estado, Ordenamiento, Autonomía, Descentralización, Equidad, Justicia Territorial, Gobiernos Locales y Organización Fiscal de la Convención Constitucional.

## Historial electoral

### Elecciones de convencionales constituyentes de 2021
- Elecciones de convencionales constituyentes de 2021, para convencional constituyente por el Distrito N.º 1, (Arica, Camarones, General Lagos y Putre)[5]

| Candidato                         | Pacto             | Partido | Votos | %     | Resultados   |
| --------------------------------- | ----------------- | ------- | ----- | ----- | ------------ |
| Romina Alejandra Le Blanc Ampuero | Independiente     | Ind.    | 6.880 | 12,00 |              |
| Carolina Videla Osorio            | Apruebo Dignidad  | PCCh    | 3.622 | 6,32  | Convencional |
| Pollyana Rivera Bigas             | Vamos por Chile   | ILXP    | 3.457 | 6,03  | Convencional |
| Rodrigo Muñoz Ponce               | Independiente     | Ind.    | 3.391 | 5,92  |              |
| Jorge Abarca Riveros              | Lista del Apruebo | ILYB    | 3.252 | 5,67  | Convencional |
| José Barraza Llerena              | Súmate Ahora      | ILWE    | 3.106 | 5,42  |              |